# Церковь Святого Франциска Ксаверия (Паркерсберг)

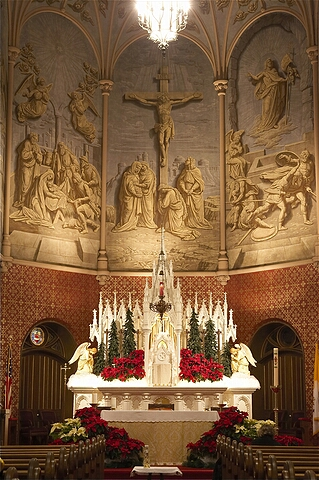

Собор святого Франциска Ксаверия (англ. St. Francis Xavier Church) — католический храм в городе Паркерсберг, Западная Виргиния, США. Входит в состав епархии Уилинг-Чарлстона. Находится на Маркет-стрит, 532. Храм внесён в Национальный реестр исторических мест США. Самый старый храм в Паркерсберге.

## История
Первая католическая семья поселилась в южной части графства округе Вуд в 10 милях от Паркерсберга в 1815 году. Эта семья Джозефов стала основой будущей католической общины в Паркерсберге. С 1835 года эту семью посещал католический священник Джеймс Рид из Огайо, который в то время входил в состав епархии Цинциннати. В сентябре 1841 года католические семьи, проживающие в округе Вуд, посетил епископ Ричард Винсент Уилан, который обещал прислать священника для католиков в этой местности. В 40-х годах XIX века была построена Северо-Западная железнодорожная дорога, проходящая через Паркерсберг. Эту дорогу строили ирландские иммигранты, оставшиеся после строительства в городе, в результате чего католическая община в Паркерсберге значительно увеличилась. В 1845 году в Паркерсберг был назначен первый католический священник. В 1847 году епископ Ричард Аинсент Уилан купил земельный участок для строительства католического храма. 27 октября 1849 года был освящён краеугольный камень и в апреле 1850 года было освящение нового храма Пресвятой Девы Марии.
В 1858 году католический приход Пресвятой Девы Марии, настоятелем которого был Генри Парк, купил земельный участок для католической школы и дома священника на Маркет-стрит. В 1859 году приход стал носить имя святого Франциска Ксаверия. После гражданской войны священник Генри Парк стал строить новый храм взамен старого, который уже не вмещал всех прихожан. Строительство нового храма началось в 1867 году. 9 мая 1869 года был освящён краеугольный камень храма святого Франциска Ксаверия. Строительство завершилось в 1870 году и 2 октября 1870 года состоялось его освящение.
В главном алтаре находятся скульптуры, изображающие события из жизни святого Франциска. Автором этих скульптур является художник Даниэль Мюллер из Мюнхена.